# Echt (Limbourg néerlandais)
Echt est une petite ville située dans la commune néerlandaise d'Echt-Susteren, dans la province du Limbourg. Le 1er janvier 2008, le village comptait 7 757 habitants.
Echt a été une commune indépendante jusqu'au 1er janvier 2003. À cette date, elle a fusionné avec Susteren, pour former la nouvelle commune d'Echt-Susteren.

## Historique
Dès le VIIe siècle, Echt est connu comme un village, appartenant alors au comté de Looz . Entre 928 et 939, Gerberge de Saxe, fille d'Henri l'oiseleur, sœur de l'empereur Othon Ier et mariée au duc Giselbert II de Lorraine, donne la villa Echt ("Ettha") et l'église qui s'y trouve à la Sint-Servaaskerk à Maastricht. Les revenus de la villa et de l'église faisaient partie des prébendes des chanoines associés à cette église. 
Déjà avant 950, la villa avait de vrais péages ("Ehti"). Un acte daté du 7 octobre 950 montre que le roi Otton Ier (plus tard empereur Otton Ier le Grand) a transféré le péage à Kessel (nl) en en faisant don à son homme féodal Ansfried. 
En 1075/1076, Gérard IV Flamens van Wassenberg, connu en 1096 sous le nom de Gérard Ier de Gueldre, reçut la villa en prêt d'Albert III, comte de Namur et duc de Basse-Lotharingie. Cependant, un certificat de l'empereur Henri IV de 1087 donne une image différente de ce don : Gerardus IV Flamens aurait illégalement pris possession de l'église d'Echt ("Echta"), selon le prévôt de Maastricht Godschalk d'Aix-la-chapelle (nl) (" invaserat "), alors qu'il appartenait au chapitre de Saint-Servaas (nl). Par jugement de la cour royale impériale d’Aix-la-Chapelle ("Aquisgrani"), l'église d'Echt a été rendue au chapitre de Maastricht.  
Le sceau des échevins d'Echt est mentionné pour la première fois le 29 juin 1259. Le plus ancien exemplaire conservé est un sceau de la cour échevinale, apposé avec un contre-sceau sur un acte du 12 décembre 1277, qui appartient à l'Overkwartier du comté de Gueldre. La cour échevinale était composée de sept juges, les échevins, présidés par le scholtis. Les échevins étaient des propriétaires fonciers, résidant dans le village d'Echt. Les kerspels (paroisses) d'Echt, Maasbracht, Roosteren, Ohé en Laak faisaient partie de la cour échevinale d'Echt.[8]
Le 1er décembre 1343, Echt scellait de son sceau l'alliance des villes de Gelder et de Zutphen. Echt est mentionnée séparément dans la charte, aux côtés d'Erkelenz, ce qui montre qu'Echt et Erkelenz ne disposaient pas (encore) officiellement de droits de cité.[9] Ces droits furent probablement obtenus avant 1494.[10]
Echt relevait de la filiation de Ruremonde ; ses droits de cité découlaient de ceux de Ruremonde et Echt devait être «sur la navigation principale» de Ruremonde. Une source de 1590 indique qu'Echt faisait partie des États de l'Overkwartier de Gueldre, avec lesquels elle était considérée comme une ville.[11] Echt était considérée comme une petite ville, dénommée Minderstädte. Ces petites villes étaient juridiquement et économiquement moins privilégiées que les grandes villes comme Ruremonde.[12]

De la ville, on pouvait y trouver un rempart percé de portes, un hôpital et une halle aux draps. Après la seconde moitié du XIIIe siècle, les douves autour de la ville furent creusées. À la Zuiderpoort, on en construisit même deux. Plus tard, après les nombreuses dévastations causées par les guerres et la peste, Echt fut généralement considéré comme un village. Ce n'est qu'en 1630 qu'elle fut systématiquement qualifiée de ville par la cour elle-même. Echt avait donc toujours eu un certain charme urbain avant cette époque. Dès le XIIIe siècle, elle fut la ville la plus importante de l'Overkwartier du duché de Gueldre après Ruremonde. Plus tard, elle appartint à l'Overkwartier ou Haute-Gueldre espagnole.
À partir de 1713, elle fut rattachée aux Provinces-Unies avec plusieurs autres communes sous le nom de Staats-Opper-Gelre.
Enfin, Echt a fusionné avec Susteren le 1er janvier 2003 et fait maintenant partie de la municipalité d' Echt-Susteren .

### Armoiries
Datant d'au moins 1277, il porte une croix de Saint-André sur un écu, avec trois croix croisées à chacun des quatre angles. Echt possède plusieurs sceaux où figurent les armoiries. Tout d'abord, le sceau de cour, qui figure avec un contre-sceau sur un acte du 12 décembre 1277. Il s'agit de l'un des plus anciens sceaux de cour originaux conservés aux Pays-Bas. Le contre-sceau représente un bâtiment avec une porte et une tour. Le dernier sceau apparaît en 1794, le dernier en 1769. Vers 1630, ce premier sceau de cour est appelé sceau officiel de la ville et de la cour. Ensuite, il y avait le petit sceau de cour, utilisé de 1609 à 1663.
Blasonnement : De gueules au sautoir d'argent cantonné de neuf croix recroisetées d'or.

### Sceau

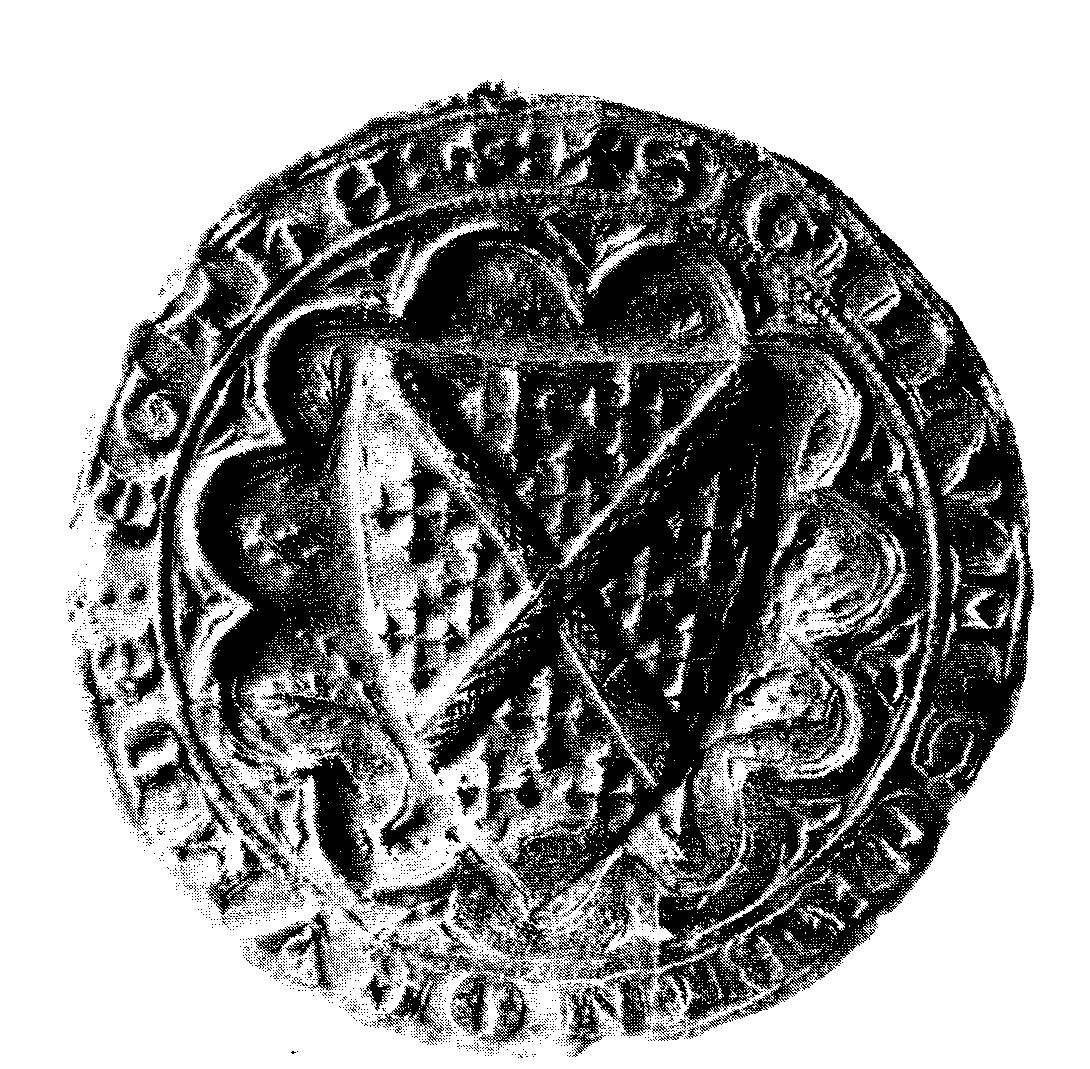
Sceau (armoirie) de la cour échevinale (1277-1794), seigneur d'Echt. Avec la légende SIGILLUM SCABINORUM DE EGTHE.

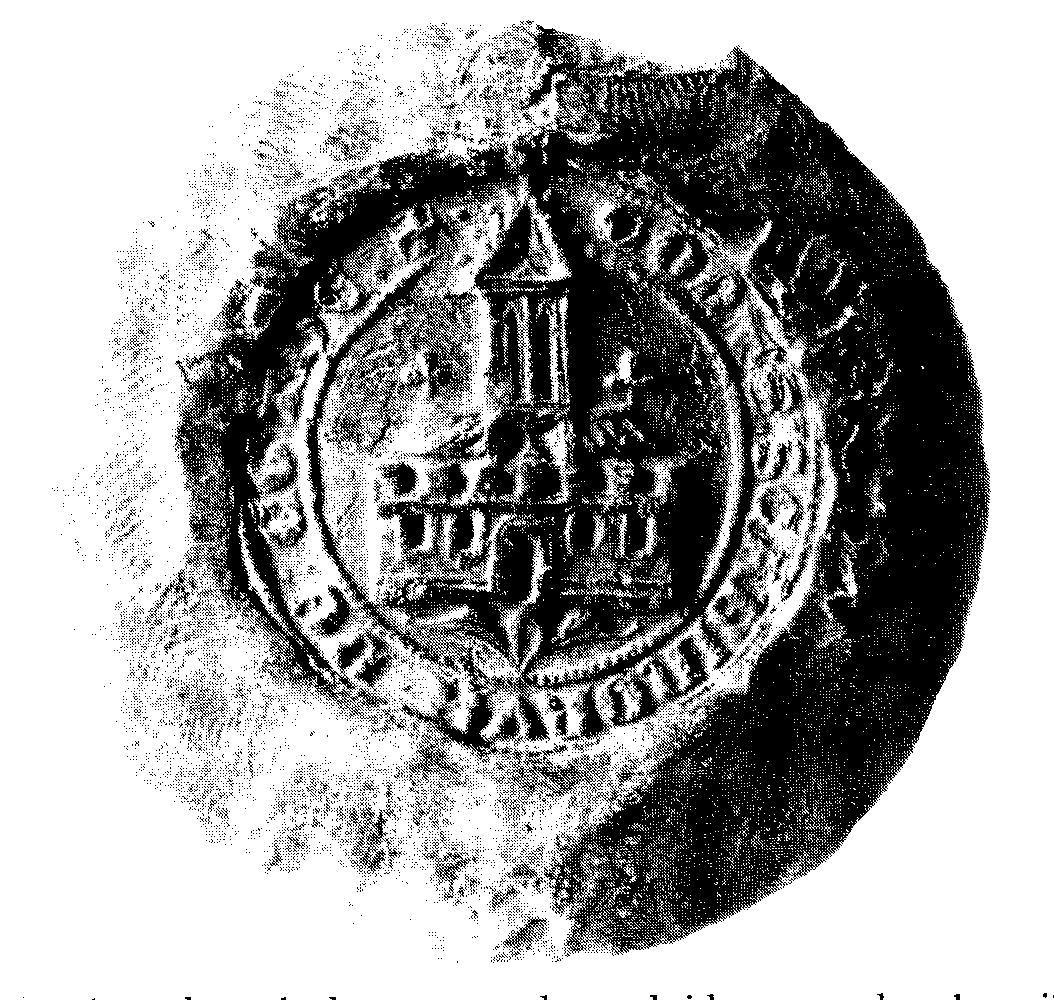
Contre-sceau (1277-1769). Avec la légende CONT(RA) S(IGILLUM) SCABINORUM DE EGTHE.

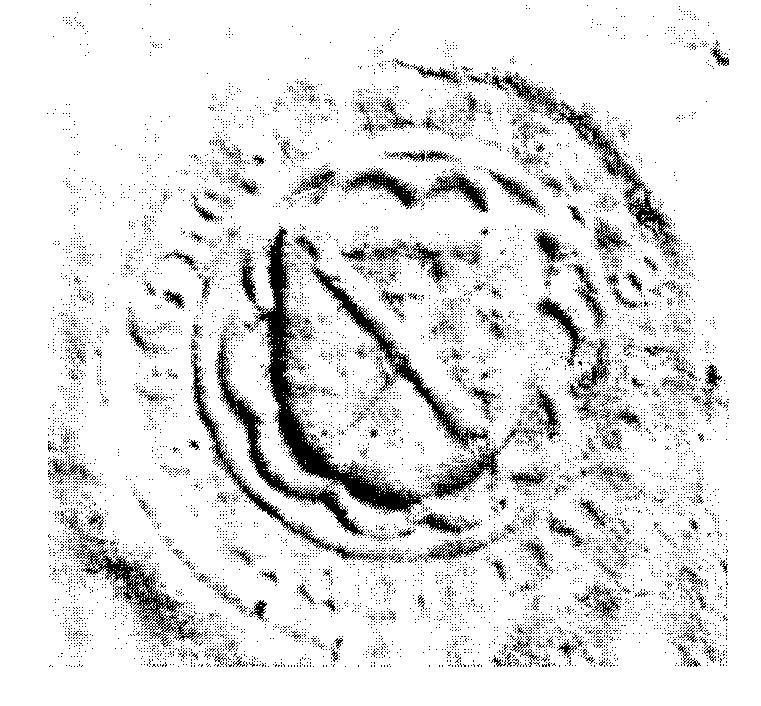
Second sceau de la cour échevinale (1609-1663). Avec la légende: sigillum schabinorum de ecthe.

## Patrimoine religieux
Chapelle Saint Roch
- L'église Saint Landricus
- Statue du Sacré-Cœur dans une niche de l'église,
- L'église Pie X de 1959 a depuis été fermée et démolie.
- Couvent des Carmélites de 1879, connu pour Edith Stein
- Ancien hôtel de ville de Plats 1, à partir de 1887, par J. Speetjens, dans un style néo-renaissance.
- Maison Verduynen à Berkelaarsweg 15
- Marqueur de frontière sur le Vrijthof, à partir de 1551. Il se trouvait à l'origine à la frontière entre le duché de Jülich et le duché de Guelders .
- Chapelle Saint Roch, à Aasterbergerweg / Wijnstraat, fondée en 1686. La chapelle actuelle date de 1910 et est construite contre le cachot à trois cellules de la caserne de la garde. Un vieux pignon avec chronogramme aUXILIo DIVIno In peste et aCrI Igne tUeMUR (Puissions - nous rester indemnes de peste et d'incendies lourds-1687 grâce à l'aide de Dieu) a été maçonné dans la nouvelle chapelle.
- La chapelle Notre-Dame est située dans le hameau de Schilberg

## Patrimoine industrielle
- Usine de pan De Valk

Il y avait vraiment une industrie florissante des tuiles. Vers 1890, il y avait 17 usines de tuiles et en 1930, 20 millions de casseroles étaient cuites. L'argile nécessaire a été extraite à De Doort, entre autres.
- De Valk était situé à Diepstraat 1, d'abord une usine de farine avec une maison de meunier de 1875, qui a été convertie à la transformation de l'argile en 1900. Fondé par J. Meuwissen. Le complexe actuel a été construit de 1915 à 1930, qui comprend également deux cheminées et était également connu sous le nom de CV Roof and Clay Fabric Industry De Valk . Jusqu'à 350 personnes y ont travaillé.
- Usine de tuiles de toit Gebr. Cuypers , à Kerkveldsweg Oost 23, a été construit en 1919.
- Stoompannenfabriek Echt, fondée en 1865, en 1969, l'usine a été fermée puis démolie pour faire place au logement.

De nos jours, il y a deux parcs d' activités à Echt, à savoir De Berk au nord du bol et De Loop, à l'ouest du bol, le long de l'autoroute et du canal Juliana .

## Nature et paysage
Echt est situé sur la terrasse centrale de la Meuse, à une altitude d'environ 28 mètres. À l'ouest d'Echt se trouvent des parcs d'activités, une autoroute et le canal Juliana, tandis que l'Oude Maas était la véritable frontière. Au sud se trouve l'estuaire du Geleenbeek dans l'Oude Maas, tandis que l'Echter Molenbeek, le Middelsgraaf et le Nieuwe Graaf se retrouvent également dans le Geleenbeek juste avant l'estuaire. La réserve naturelle De Doort est également située au sud d'Echt.
À l'est, le hameau de Schilberg et le village de l'église de Pey sont rattachés à Echt. Les autres hameaux sont Gebroek, Slek et Ophoven au sud, Aasterberg à l'ouest et Berkelaar au nord.

## Vie associative
- Royal Harmony "St. Caecilia" Echt, fondée en 1880.
- Schutterij Sint Antonius Slek, fondée le 28 juin 1928, a été fondée de nouveau en 1945. Une partie de la milice est constituée par le corps de flûte et de tambour. Vraiment a une longue histoire de milice. La plus ancienne est Schutterij Sint Landricus, fondée en 1432, rétablie plusieurs fois et se reposant depuis la fin des années 1990, tout comme les autres milices de l'ancienne commune d'Echt. historique
- Association de chant Vriendenkoor à Echt, fondée en 1868 sous le nom de Liederentafel, fondée en 1900 sous le nom de Vriendenkoor  et Herenkoor H. Landricus à Echt.
- Association de carnaval De Aester, fondée en 1959.

## Galerie

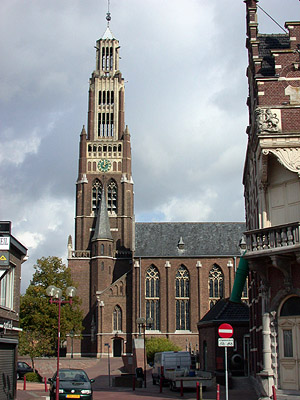
Cathédral d'Echt
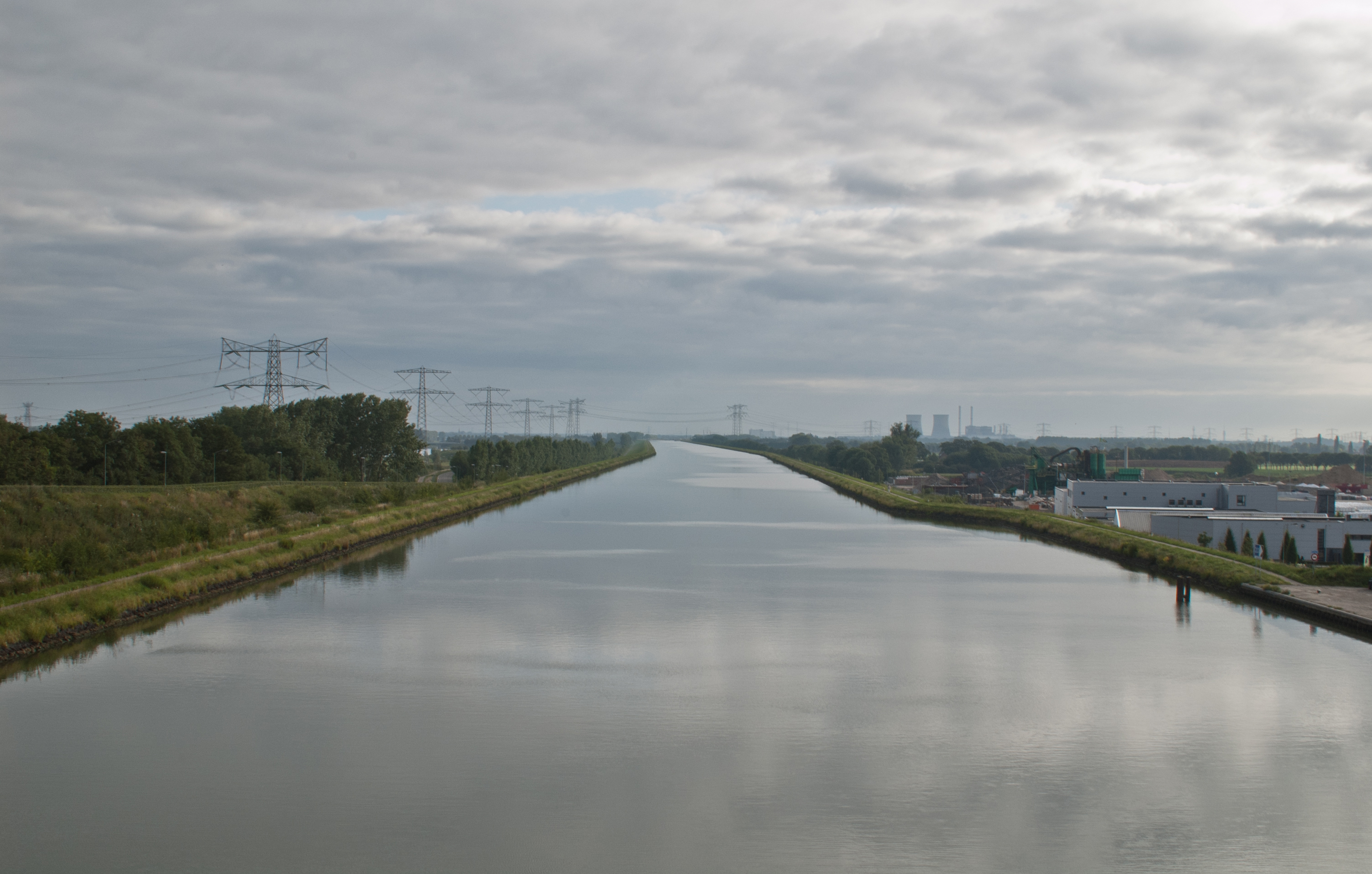
Canal Juliana d'Echt
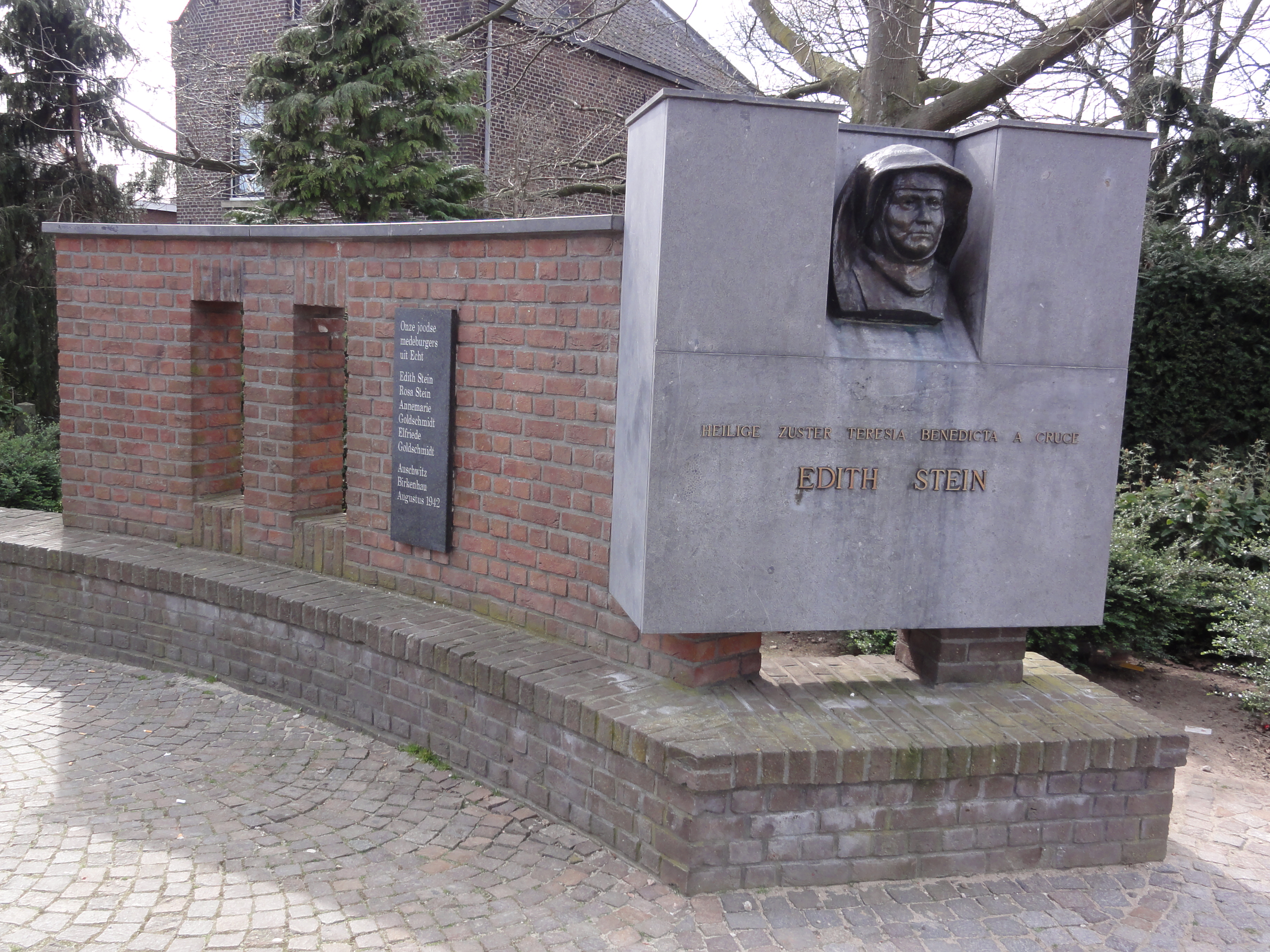
Monument en mémoire d'Edith Stein
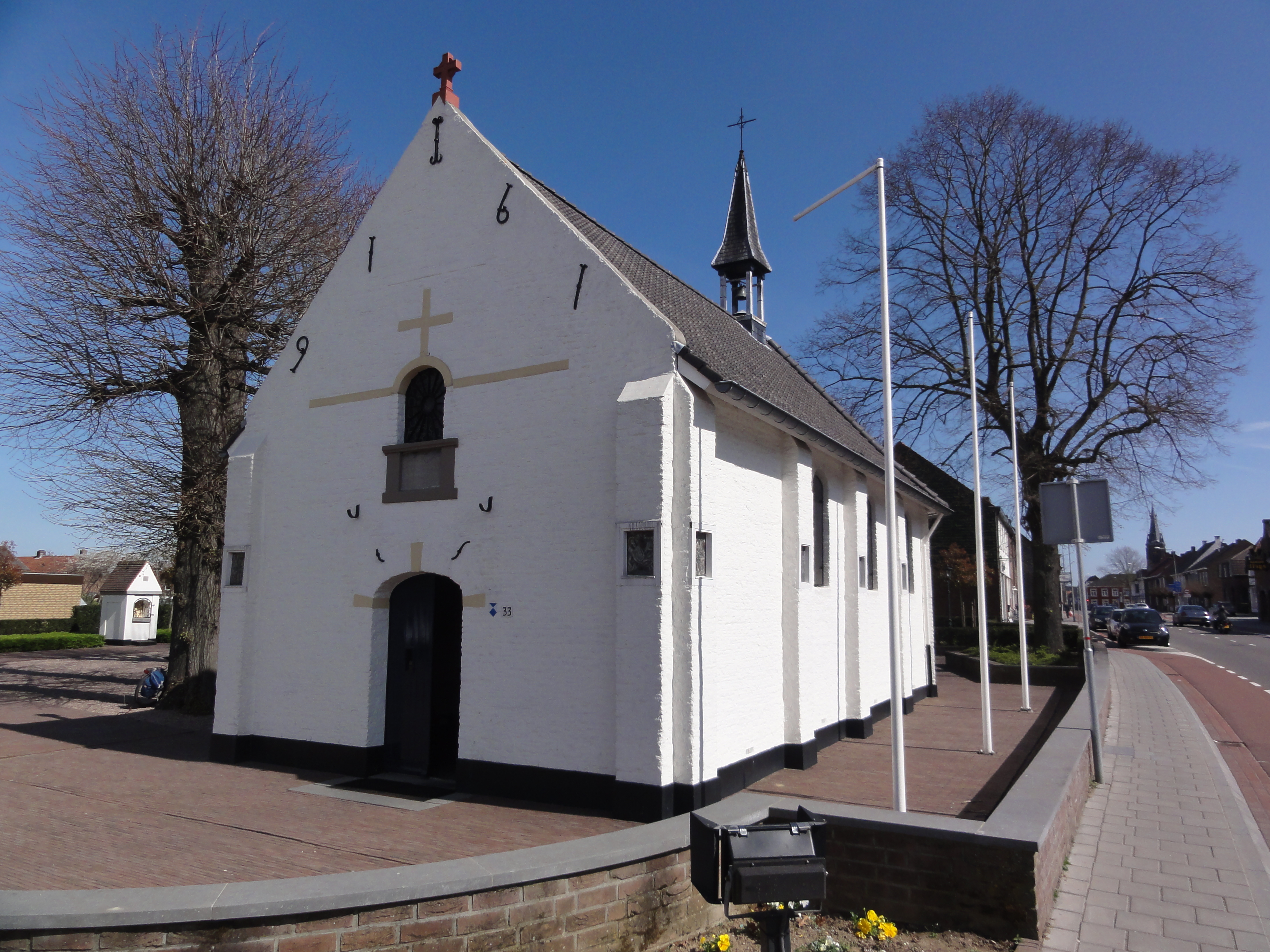
Portail ouest de la chapel d'Echt
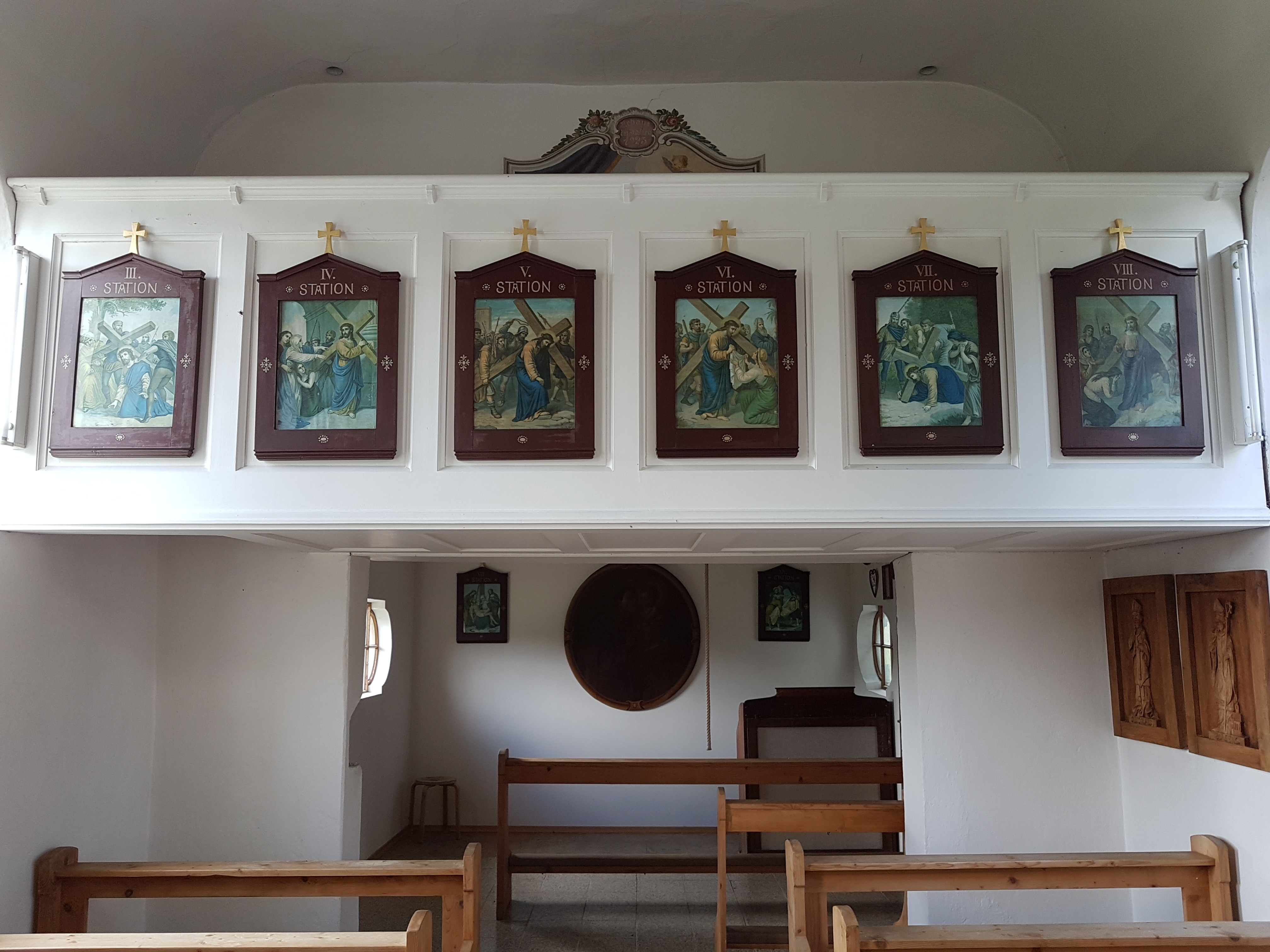
Retable de la chapelle d'Echt
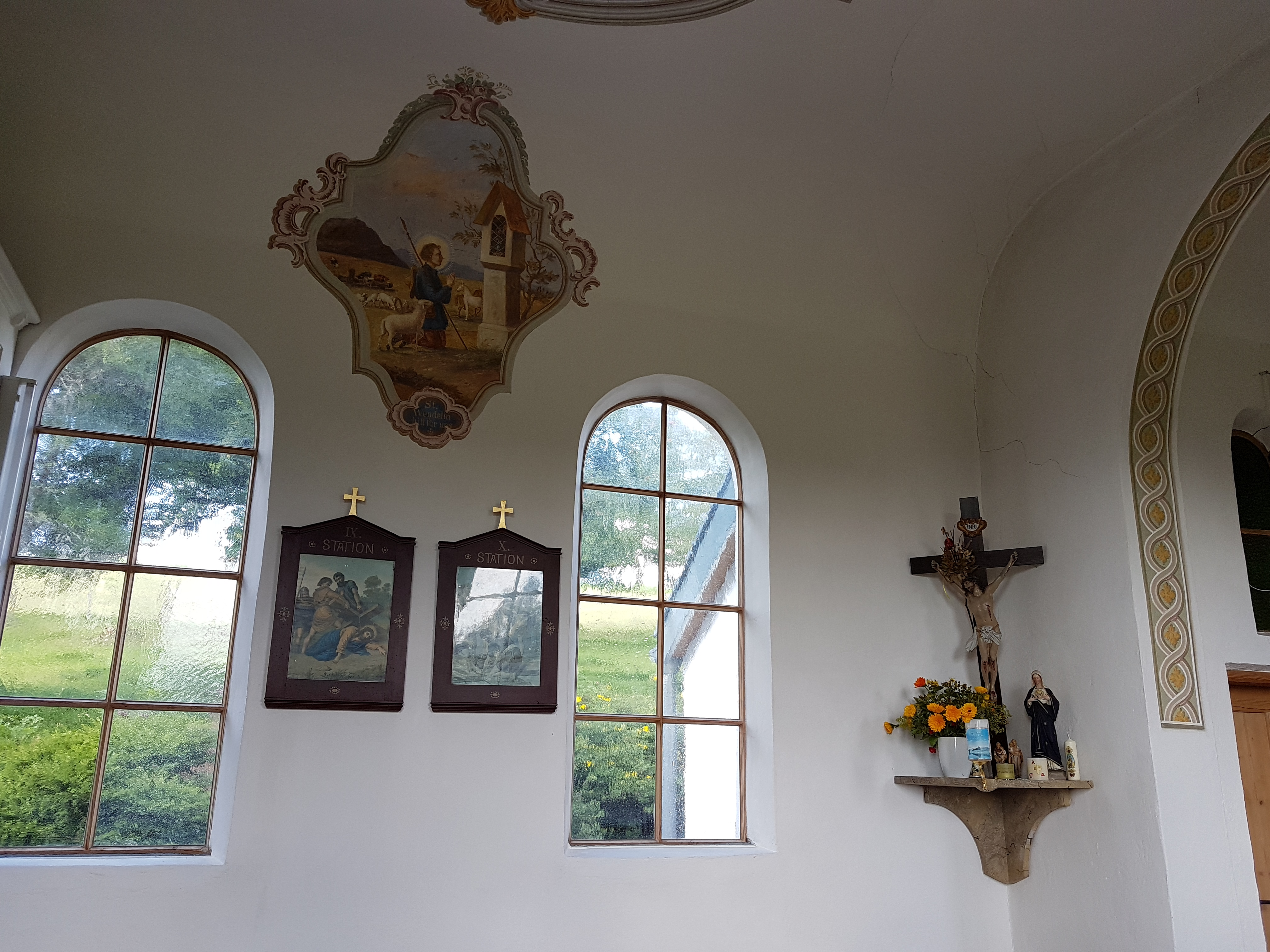
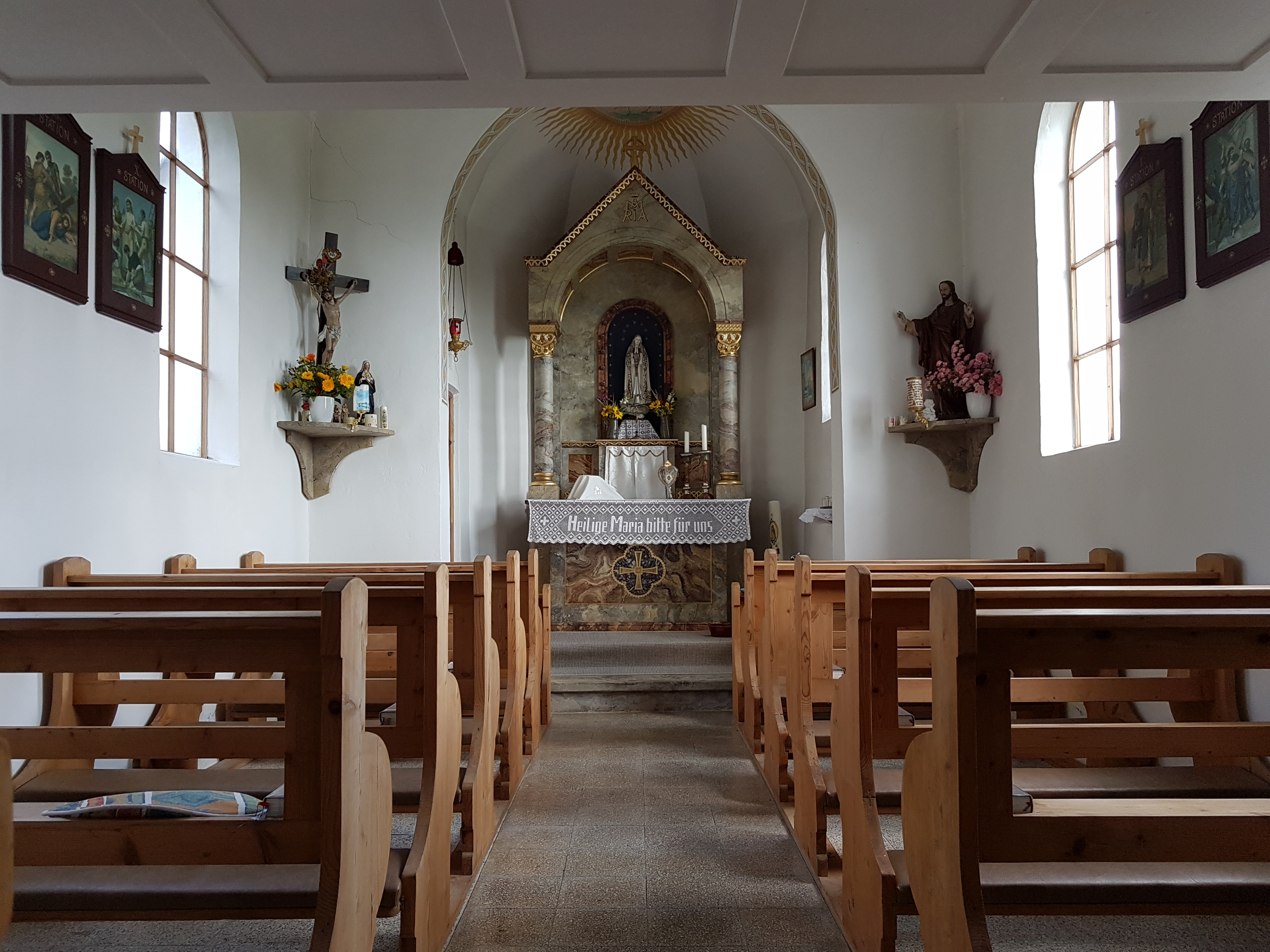
Nef de chapel d'Echt
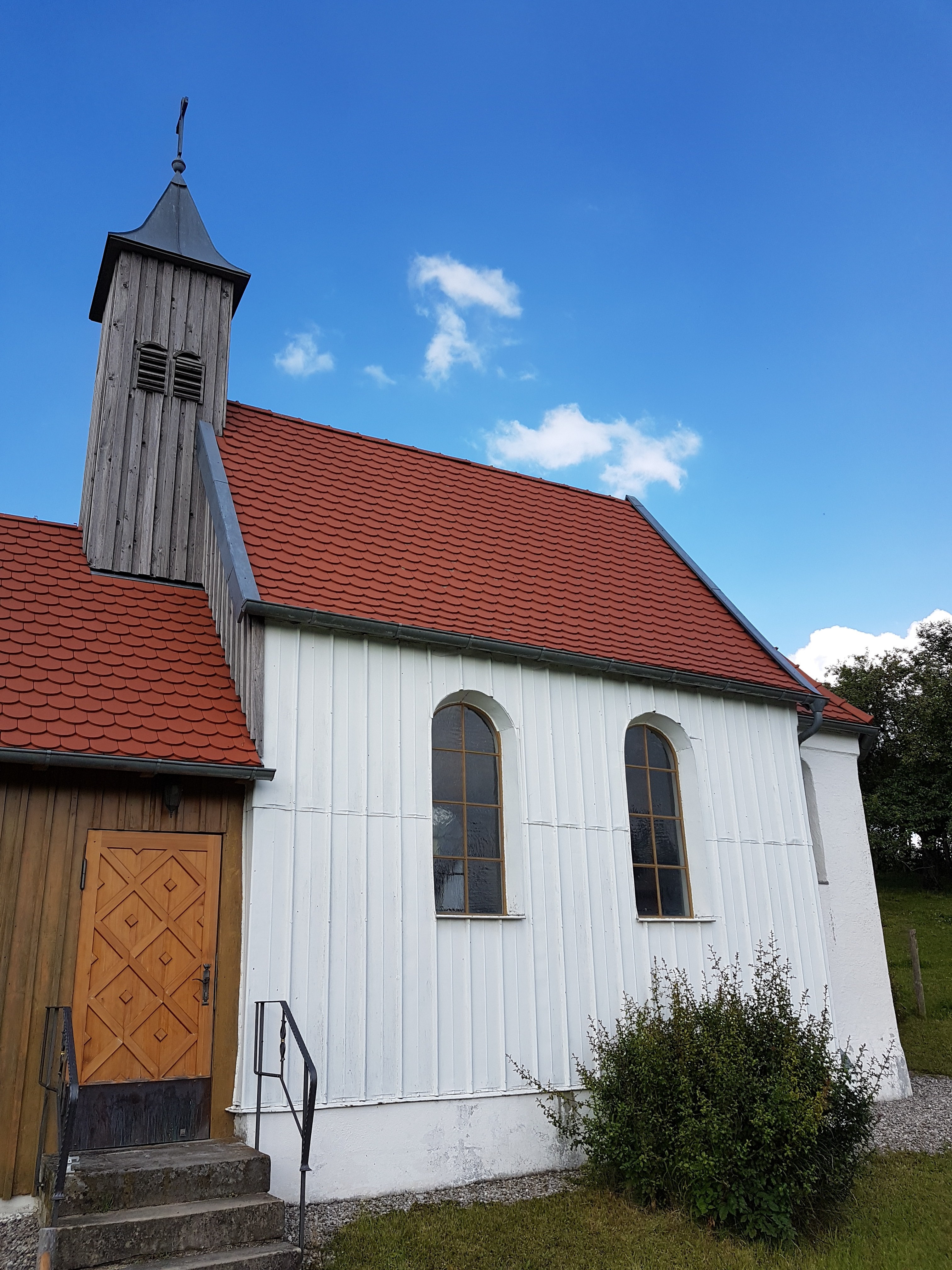
Face sud de la chapelle d'Echt
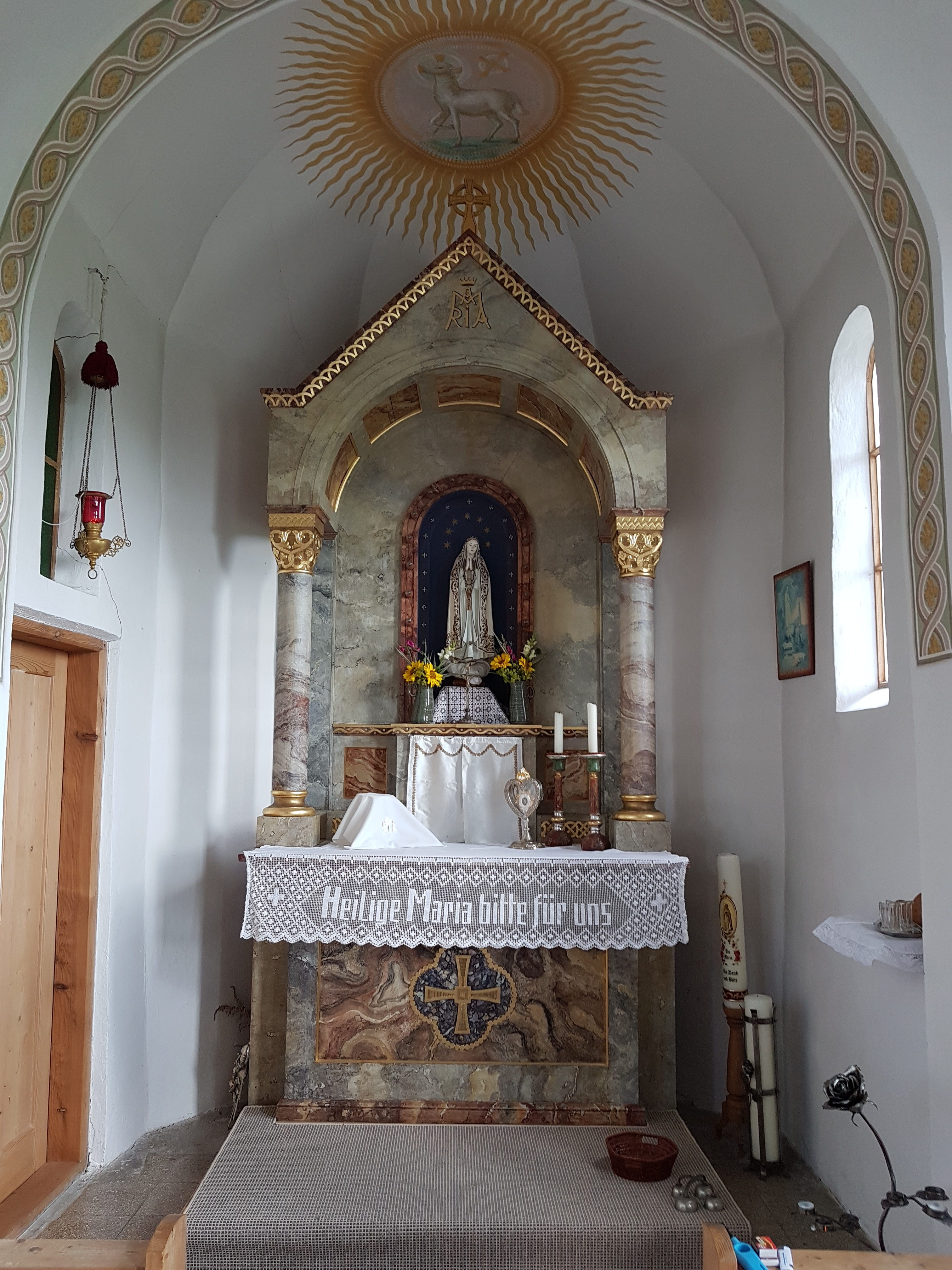
Maitre autel de la chapelle d'Echt
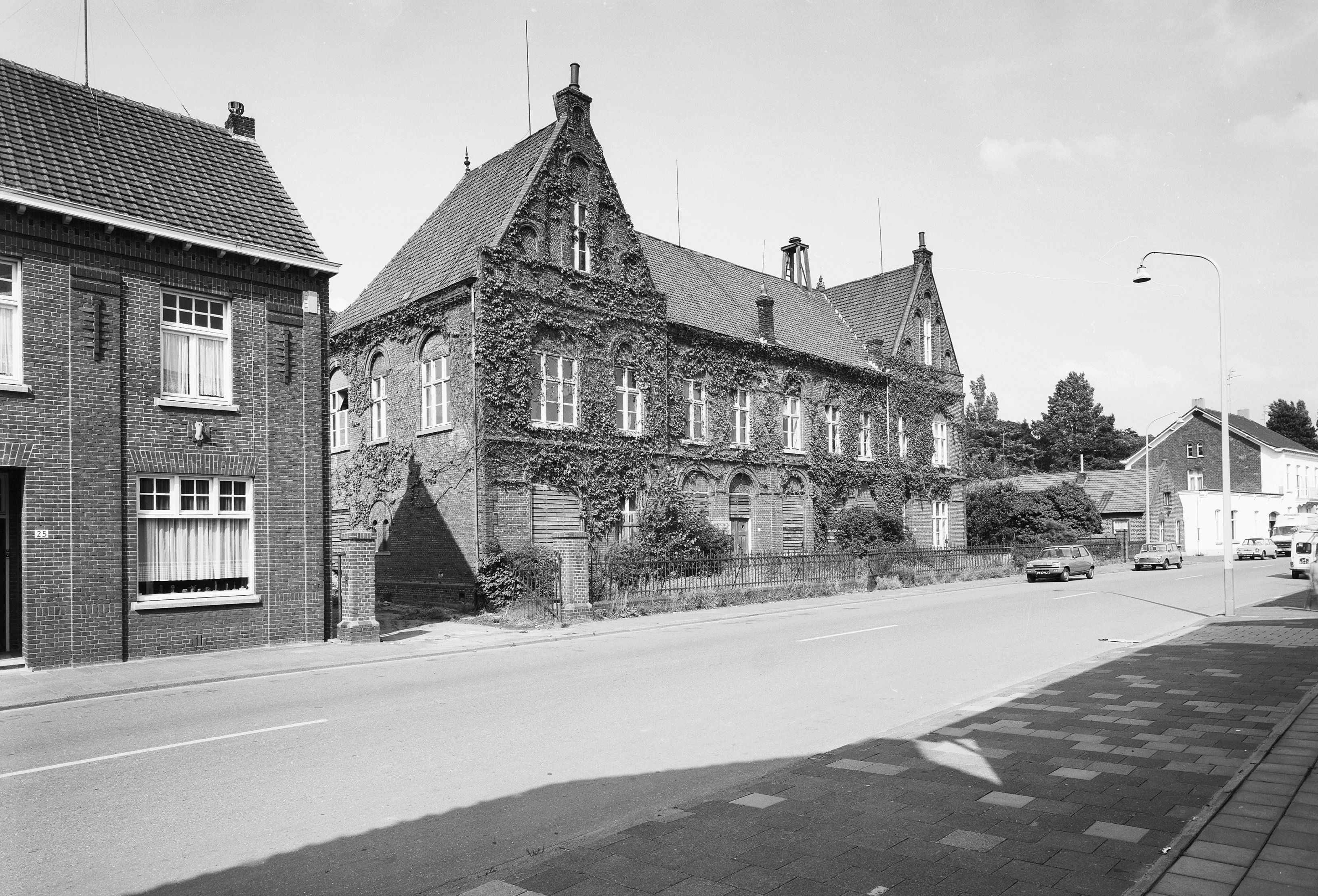
Rue principal d'Echt
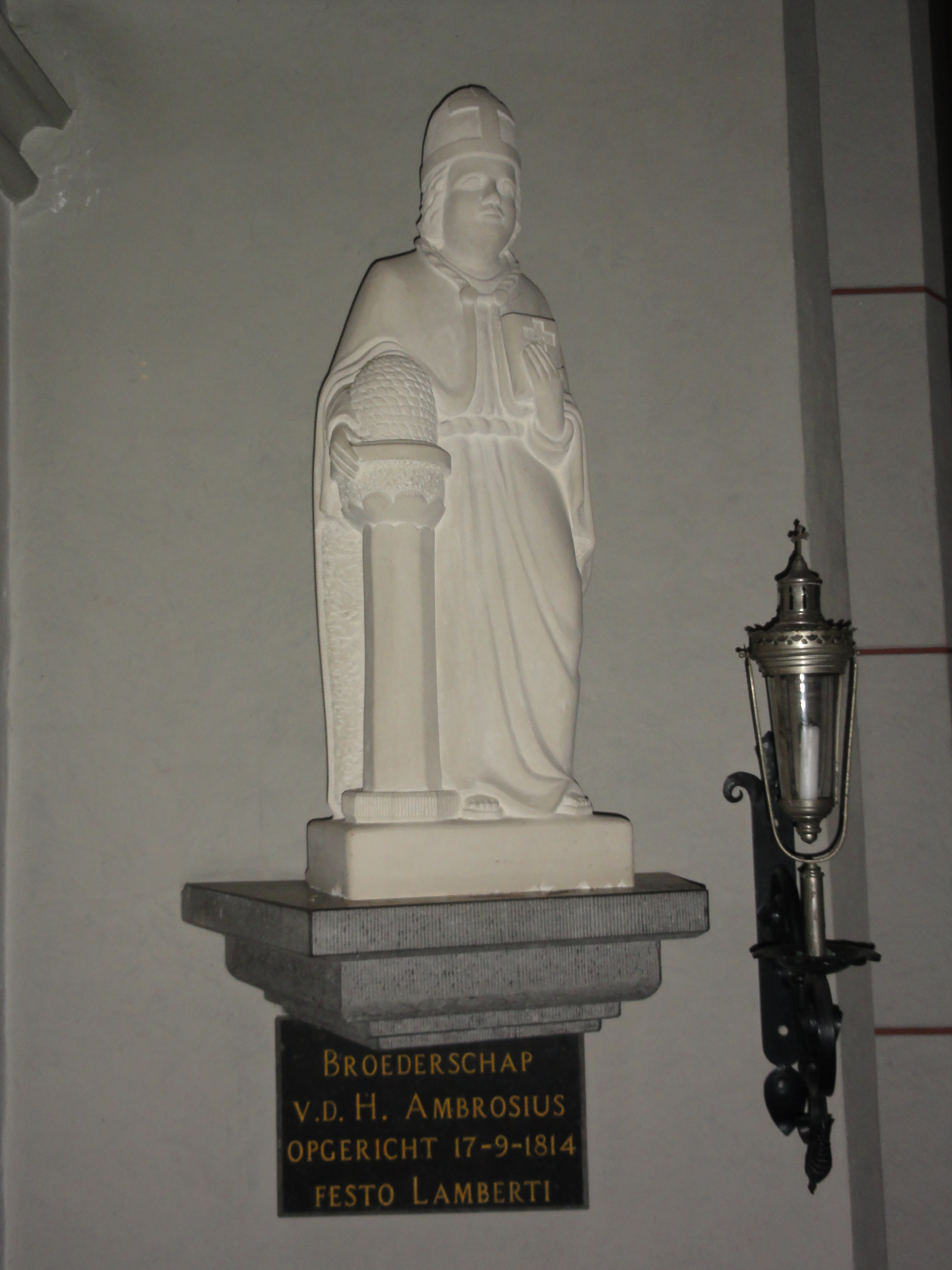
Statue de Saint Ambroise saint patron de la ville
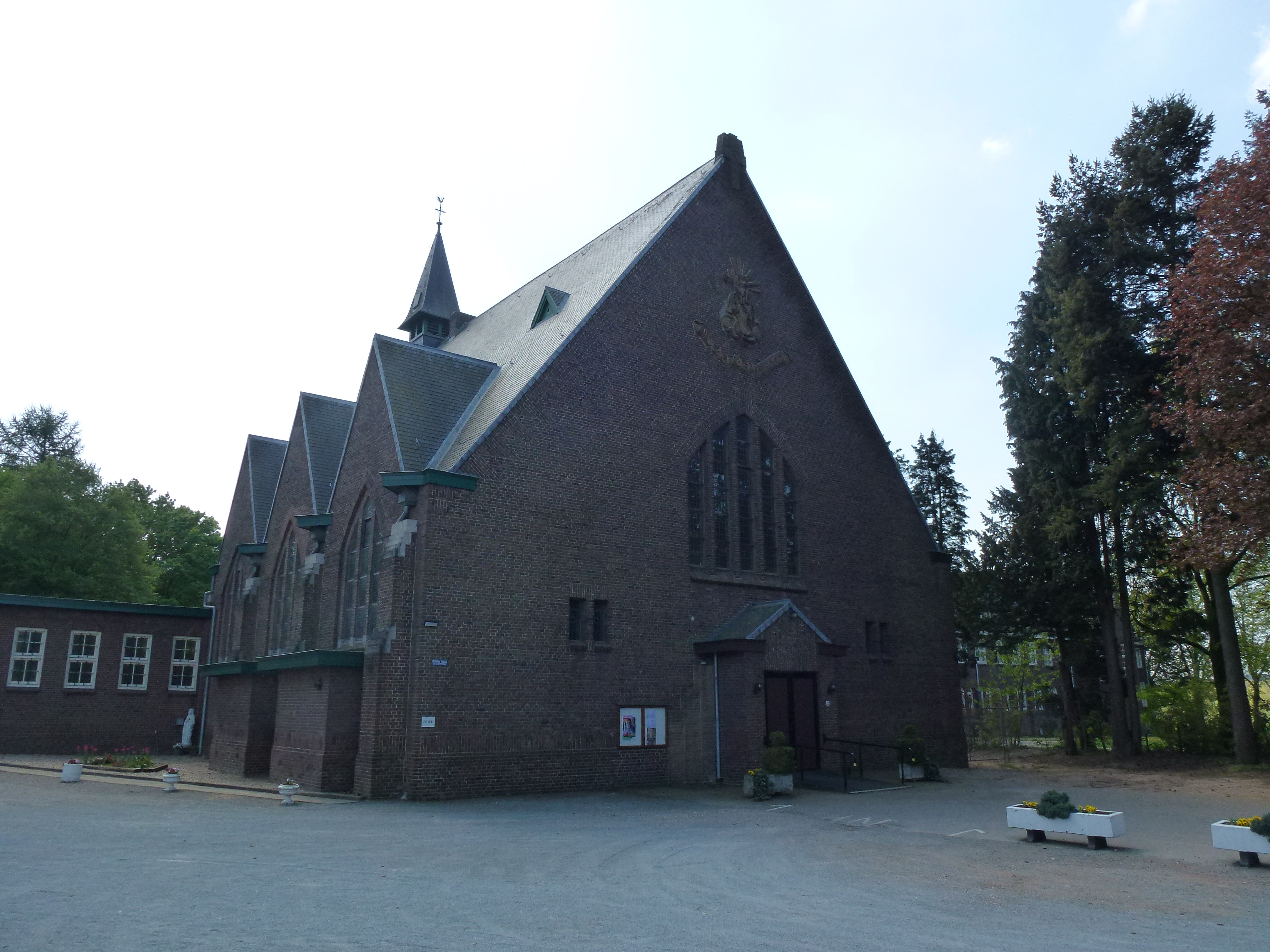
Maison en brique d'Echt
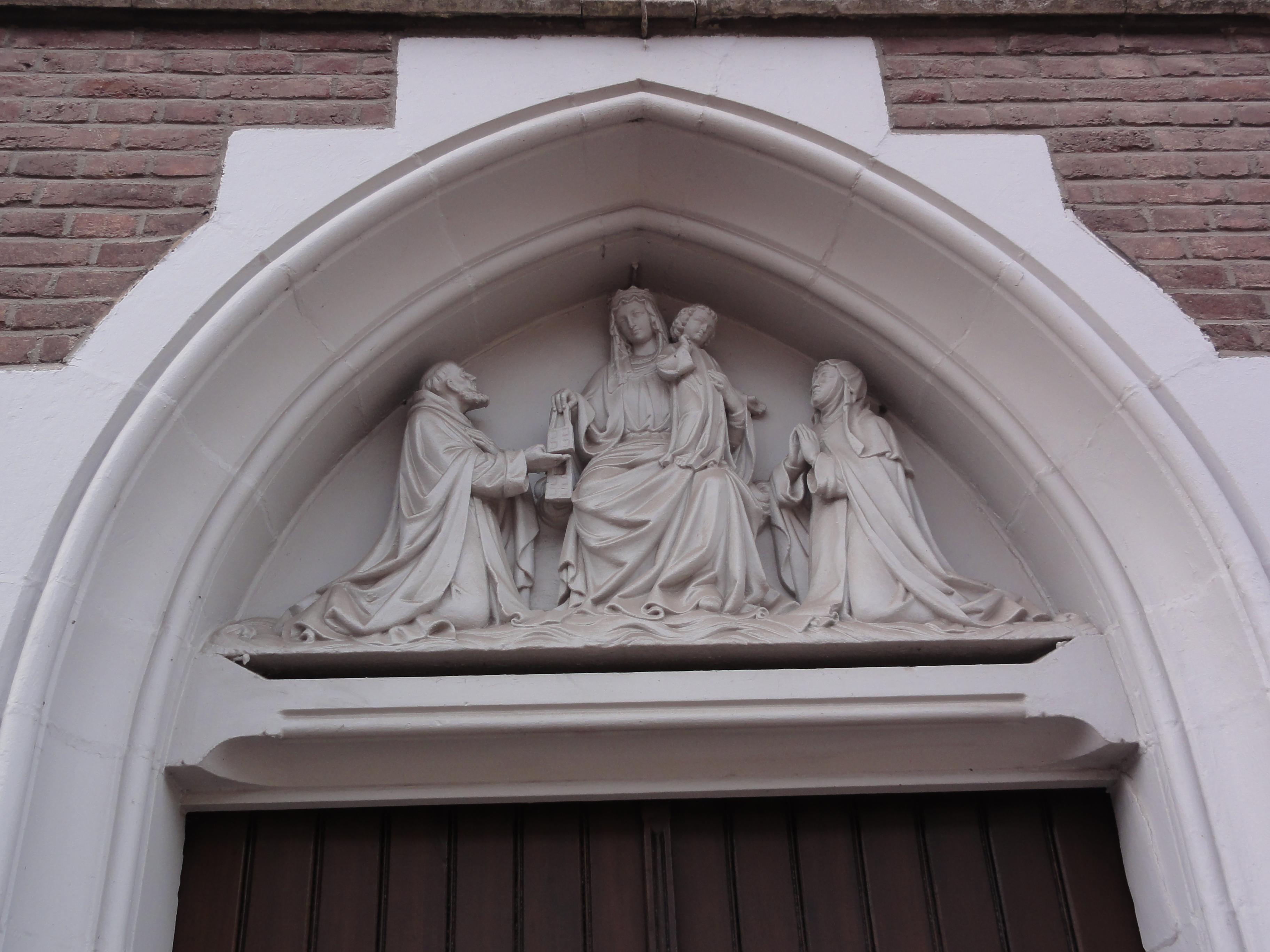
Typan d'entrée du Carmel
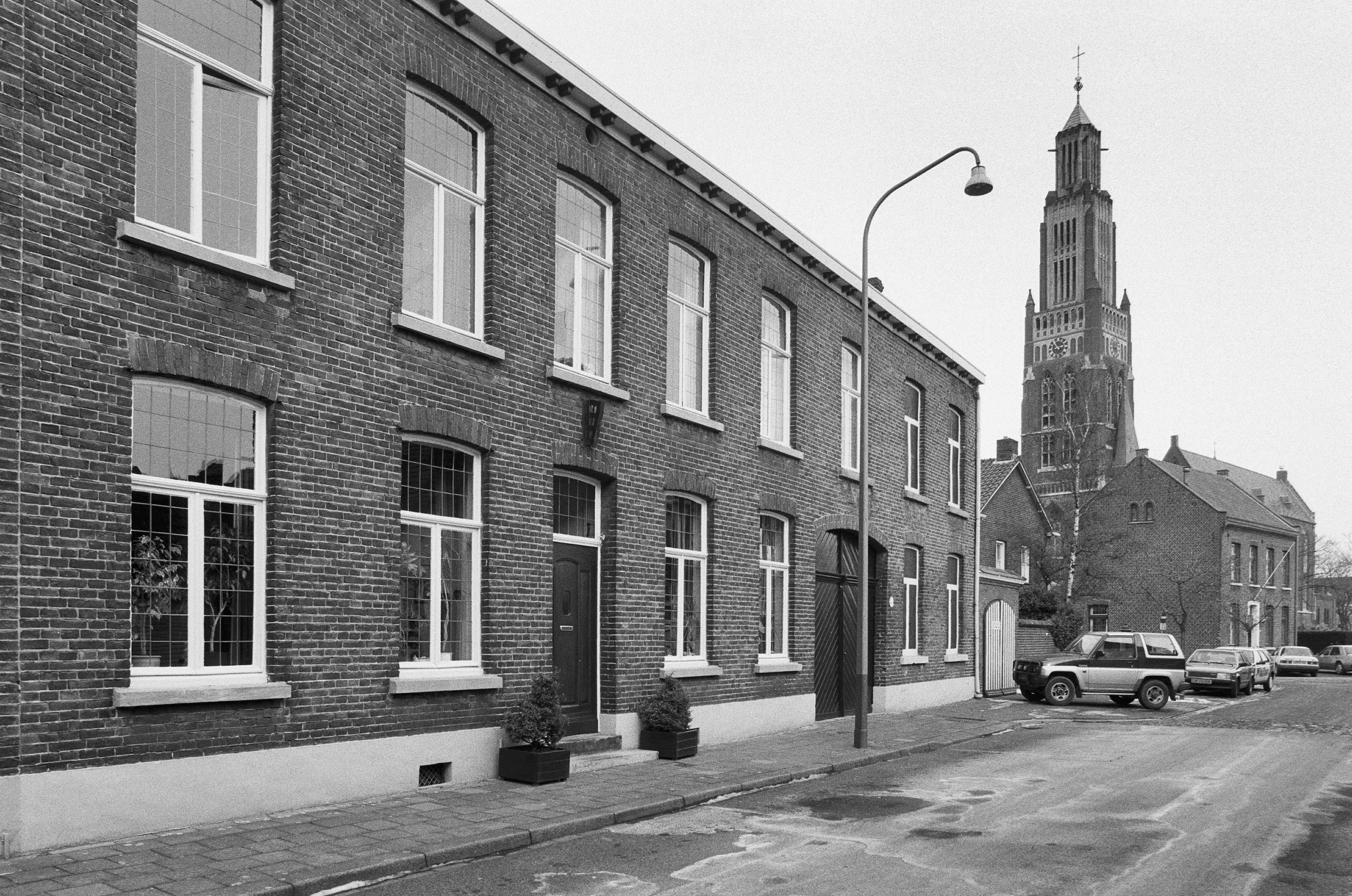
Une rue d'Echt

## Naissance
- Johannes Antonius Hubertus Jennissen (1848-1934), maire de Weerselo
- Jacques Gubbels (1920-2019), maire de Roggel (1951-1983)
- Adrian van Hooydonk (1964), chef du département design chez BMW
- Willem Vissers (1964), chef du sport chez de Volkskrant et auteur
- Maud Hawinkels (1976), animatrice de télévision
- Annefleur Bruggeman (1997), joueur de handball